# The Lusty Men
The Lusty Men is een western uit 1952, geregisseerd door Nicholas Ray en Robert Parrish, gebaseerd op een roman van Claude Stanush.

## Rolverdeling
| Acteur           | Personage |
| ---------------- | --------- |
| Susan Hayward    |           |
| Robert Mitchum   |           |
| Arthur Kennedy   |           |
| Arthur Hunnicutt |           |
| Frank Faylen     |           |
| Walter Coy       |           |
| Carol Nugent     |           |
| Maria Hart       |           |
| Lorna Thayer     |           |
| Burt Mustin      |           |
| Karen King       |           |
| Jimmie Dodd      |           |
| Eleanor Todd     |           |